# Norsbol
Norsbol är en småort i Ösmo socken i Nynäshamns kommun i Stockholms län. Orten ligger i cirka 5 kilometer rakt västerut från Nynäshamn.